# Cecilia Carranza Saroli
Cecilia Carranza Saroli (Rosario, 29 december 1986) is een Argentinië zeiler.
Lange nam tweemaal deel aan de Olympische Zomerspelen en won in 2016 samen met Santiago Lange de gouden medaille in de Nacra 17. Dit was de eerste olympische zeildiscipline waarbij een gemengde bemanning verplicht was.

## Resultaten

### Wereldkampioenschappen
| Jaar | Plaats    | Resultaten |
| ---- | --------- | ---------- |
| 2014 | Santander | Nacra 17   |
| 2018 | Aarhus    | Nacra 17   |

### Olympische Zomerspelen
| Jaar | Plaats         | Resultaten  |
| ---- | -------------- | ----------- |
| 2008 | Qingdao        | 12e Tornado |
| 2016 | Rio de Janeiro | Nacra 17    |
| 2020 | Tokio          | 7e Nacra 17 |

2016: Santiago Lange / Cecilia Carranza Saroli ·
2020: Ruggero Tita / Caterina Banti ·
2024: Ruggero Tita / Caterina Banti